# Automotrice FCE ADe 01-03
Le automotrici FCE ADe 01-03 erano un gruppo di rotabili automotori diesel-elettriche, costruiti dalla Fiat Ferroviaria, dalla TIBB e dalla OMS per la Ferrovia Circumetnea.

## Storia
Le automotrici furono commissionate nel 1960, in numero di tre unità, alle Officine Meccaniche della Stanga, allo scopo di sostituire il materiale rotabile obsoleto sulle proprie linee ferroviarie; furono consegnate alla Ferrovia Circumetnea fra la fine del 1961 e i primi mesi del 1962, e furono immatricolate come ADe 01 ÷ 03. Esse rappresentarono un salto di qualità rispetto al precedente lotto delle ALn 541 e 542, acquistate già usate. Durante Il servizio svolto presso la Ferrovia Circumetnea, venivano normalmente accoppiate a comando multiplo, in coppia di due, con eventuali rimorchiate.
Dagli anni novanta iniziò l'accantonamento, e nel 2014 furono alienate per la demolizione.

## Caratteristiche

Automotrice serie ADe 01-03, della Ferrovia Circumetnea, nel tratto urbano di Catania, anni ‘70.

Sono unità gemelle delle ADe sarde, da cui differiscono per alcuni particolari della cassa, tra cui l'intercomunicante, assente nelle unità sarde.
Le automotrici sono costruite a cassa portante elettrosaldata, poggiante su due carrelli, ambedue motori. Hanno un unico vestibolo centrale di accesso, con porte pneumatiche doppie, in posizione paracentrale; i due comparti viaggiatori offrono 15 posti in prima classe, e 40 in seconda + 3 posti a strapuntino.
Sono del tipo diesel-elettrico, (cioè con 2 gruppi elettrogeni e 4 motori di trazione elettrici): la costruzione della parte meccanica è delle Officine Meccaniche della Stanga di Padova, mentre la parte elettrica è del Tecnomasio Italiano Brown Boveri.
I 2 motori diesel sono Fiat tipo 203, a 6 cilindri per una cilindrata di 10.576 cm³, ed erogano 165 CV (121 kW) a 2000 giri/min. Accoppiati ad essi, ci sono dei generatori a corrente continua tipo GCNJ 380/6, ad eccitazione indipendente e derivata, che producono 103 kW ciascuno a 520 volt. I motori sono quattro ad eccitazione in serie da 44 kW ciascuno, e trasmettono il moto tramite doppio albero cardanico a due ponti riduttori/invertitori con rapporto di riduzione di 1:6,27.

## Demolizione

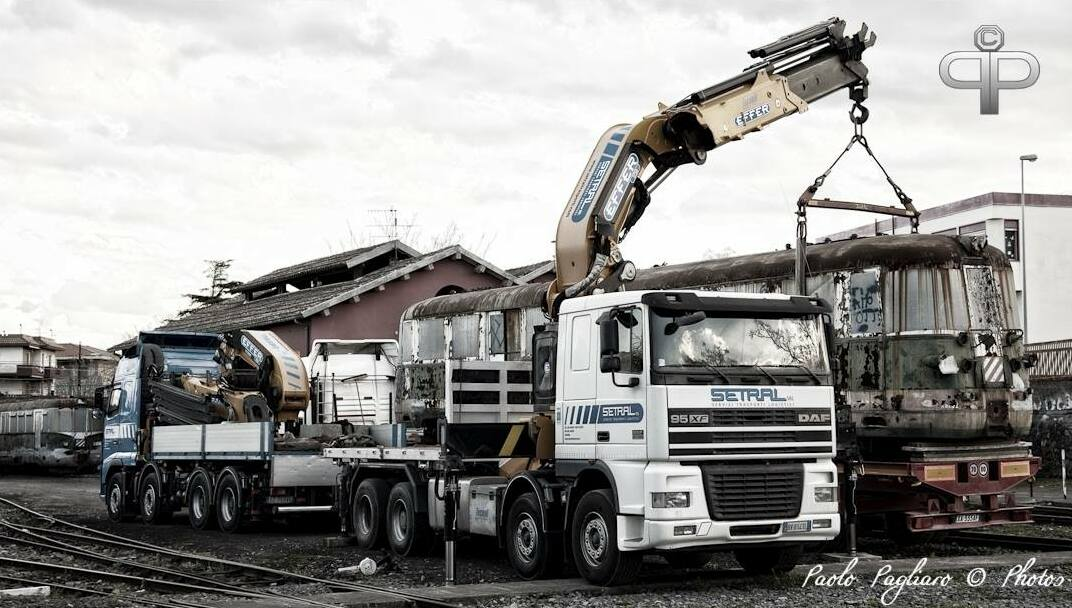
L'ADe 02 caricata su un tir per il completamento del processo di demolizione, stazione di Riposto, 22 febbraio 2014.

Le tre automotrici furono accantonate in seguito all'immissione in servizio delle RALn 64 e delle ADe 21-25.
In seguito alla dismissione dal servizio viaggiatori, rimasero per molti anni accantonate presso la stazione di Riposto, insieme all'ALn 541 (appartenente alla serie delle ALn 541 e 542), e alla carrozza n. 323. Queste automotrici, comprese le ALn 541 e 542, e la carrozza n. 323, furono sigillate per impedire l'accesso agli estranei, per via della presenza di amianto al loro interno.
Nel 2013 fu presa la decisione di alienare tutto il materiale rotabile descritto precedentemente per la demolizione.
Il 22 febbraio 2014, fu avviato l'iter per la demolizione dell'ADe 02, quindi essa fu parzialmente smontata, caricata su un tir e trasportata nella sede appropriata per l'ultimazione del processo di demolizione, in seguito furono demoliti anche gli altri rotabili che erano accantonati presso la medesima stazione, ad eccezione dell'ADe 03, la quale fu acquisita da un privato.